# Giuseppe Antonio Albuccio

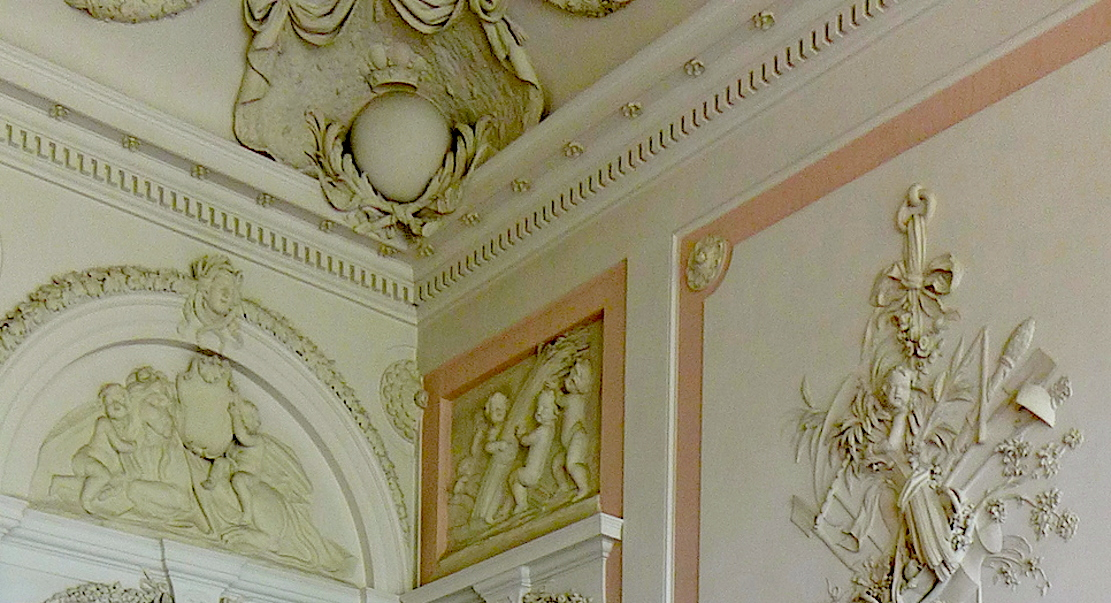
Stuckleisten des Stuckateurs Giuseppe Antonio Albuccio, Schloss Benrath (Düsseldorf)

Giuseppe Antonio Albuccio (* 1720 in Clivio, Italien; † 1776 ebenda; wird auch als Albuzzi(o), Albuzi(o), Albuti(o) oder Alberici bezeichnet) war ein italienischer Stuckateur des Barock, der durch seine kunstvollen Stuckarbeiten bei Bauprojekten des Kurfürsten Karl Theodor Bekanntheit erlangte.

## Leben
Giuseppe Antonio Albuccio stammte aus dem italienischen Clivio, wo auch heute noch der Palazzo Albuzzi zu finden ist. Über seine familiären Bindungen ist nur bekannt, dass er mit den Brüdern Filippo, Pietro Natale und Paolo Lafranchini verwandt war. Bis zu seinem Tode im Jahre 1776 war er Hofstuckateur in kurpfälzischen Diensten. Sein Nachfolger wurde Joseph Anton Pozzi.

## Werke
Der berufliche Weg Albuccios lässt sich über die ihm zuordenbaren Werke nachvollziehen. Wie er aus Italien nach Deutschland kam, ist nicht bekannt. Seine früheste dokumentierte Stuckarbeit schuf er jedenfalls in 1748 im württembergischen Ellwangen, wo er beim Bau des Stiftsrathauses wahrscheinlich auch mit Balthasar Neumann zusammentraf. Alle übrigen von ihm bekannten Arbeiten zwischen etwa 1753 und 1762 stammen ausschließlich aus der Zusammenarbeit mit den Kurpfälzer Barockarchitekten Nicolas de Pigage und Franz Wilhelm Rabaliatti, die im Auftrag des Kurfürsten Karl Theodor zahlreiche Bauten planten und errichteten.
Von ihm stammen unter anderem folgende Stuckarbeiten in chronologischer Reihenfolge:

### Stiftsrathaus Ellwangen
Im Auftrag des Fürstpropsten Franz Georg von Schönborn-Buchheim wurde in 1748 auf den Fundamenten des alten Ellwanger Rathauses der Neubau des barocken Stiftsrathauses begonnen. Verantwortlich für die Planung und Durchführung war der Stadt- und Landbaumeister Arnold Friedrich Prahl, einem Mitarbeiter Balthasar Neumanns der auch selbst bei der Baugestaltung mitwirkte. Die Innenausstattung mit den Stuckarbeiten von Albuccio wurden im Winter 1748/49 ausgeführt.
Seit 1854 ist das Rathaus Gerichtsgebäude und beherbergt heute die Verwaltung und Zivilkammern des Landgerichts.

### Schloss Schwetzingen
Die südlichen Zirkelbauten des Schwetzinger Schlosses wurden in den Jahren 1753 bis 1755 durch Franz Wilhelm Rabaliatti erbaut. In diesem als Jagdschloss bestimmten Bau wurden reich ausgeschmückte Spiel- und Tanzsäle eingerichtet, die Albuccio durch herrliche Stuckaturen mit Jagdszenen verzierte.

### Schloss Mannheim
In einem verborgenen Winkel im Erdgeschoss des Barockschlosses Mannheim liegt die Privatbibliothek der Kurfürstin Elisabeth Auguste. 1755 entwarf Nicolas de Pigage diesen Raum im Stil des Rokokos, der trotz reichster Ausstattung nicht überladen wirkt. Die von Albuccios Werkstatt ausgeführten Stuckarbeiten wurden vom Direktor des höfischen Malereikabinetts, Philipp Hieronymus Brinkmann, in Rosé und hellem Grün gehaltenen Malereien versehen.
Die Kabinettsbibliothek ist der einzige von mehr als 500 Räumen des Schlosses, der bei den Luftangriffen im Zweiten Weltkrieg von größeren Schäden verschont blieb und im nahezu ursprünglichen Zustand erhalten ist.

### Jesuitenkirche St. Michael in Freiburg (Schweiz)
1756 bis 1771 erfolgte der von Franz Wilhelm Rabaliatti geplante Rokokoumbau des Innenraums der St.-Michael-Kirche. Albuccio gestaltete dabei 1756/57 die Stuckdekorationen der figurengeschmückten Kanzel und der Empore.
Die Kanzel wurde in der zweiten Hälfte des 20. Jahrhunderts mehrfach restauriert, wobei sich die erhaltenden Maßnahmen als nicht dauerhaft erwiesen. Die damaligen Materialretouchen dunkelten über die Jahre auffällig nach und es zeigten sich weiter fortschreitende Verfallserscheinungen am Stuckmarmor, verursacht durch Eintritt von Feuchtigkeit und Rost. Eine umfassende Restaurierung Anfang des 21. Jahrhunderts hat mittlerweile die Schadensursachen behoben und das bauzeitliche Erscheinungsbild der Kanzel wurde wieder hergestellt.

### Schloss Jägerhof in Düsseldorf-Pempelfort
Im Auftrage des Kurfürsten Karl Theodor wurde Baumeister Johann Joseph Couven mit dem Umbau des verfallenden Schlosses Jägerhof in Düsseldorf-Pempelfort beauftragt. Bei dem bis 1762 dauernden Arbeiten war auch Hofbaumeister Pigage involviert und Giuseppe Antonio Albuccio war für die Gestaltung der Stuckdecken verantwortlich.

### Schloss Benrath
Die Innenausstattung des Hauptbaus des Schlosses Benrath wurde von 1760 bis 1773 nach Entwürfen von Pigage ausgeführt. Albuccio war für die Dekoration der Innenräume verantwortlich, welche weitgehend im Stil des Louis XVI. ausgeführt wurden. Dabei verzierte er um 1765 zusammen mit dem Schweizer Stuckateur Joseph Anton Pozzi die Kuppel des Festsaals mit 840 handgefertigten Gipsrosetten. Außerdem gestaltete er vermutlich von 1760 bis 1762 das achtseitige östliche Schlafzimmer der Kurfürstin mit einer stark gegliederten, reich ornamentalen Stuckdecke. Über den mit Seidentapete bespannten Holzpaneelen schuf er ein kraftvolles, reich stuckiertes Gesims mit Taufries, Muschelwerk, Blattwelle und Perlfries. In den breiten Voutenfeldern, getrennt durch große Kartuschen in den Ecken, finden sich Putten umkränzt von Rosengirlanden und Bildnismedaillons als Allegorien von Frühling, Sommer, Herbst und Winter. In den schmalen Abschnitten der Vouten zeigen sich Stillleben und Embleme der vier Jahreszeiten. Auf der Deckenfläche spannen sich sternförmig zur Mitte hin Rosengirlanden, die von vier Putten zu einem Kranz zusammengehalten werden. Der zum Schlafzimmer gehörige Alkovenraum wurde auf gleiche Weise mit Stuckarbeiten verziert, wobei hier die Eckkartuschen mit Kinderszenen aufmodelliert wurden, die mit Rocaillen umgeben sind. Die beiden ovalen Mittelrosetten der Deckenfläche sind mit doppelbändigem Blatt- und Blütenwerk umrahmt.